# Фролиха (Курганская область)
Фролиха — деревня в Щучанском районе Курганской области. Входит в состав Зайковского сельсовета.

## История
Основана в 1924 г. По данным на 1926 год выселок Лебедевка состоял из 18 хозяйств. В административном отношении входил в состав Щучанского сельсовета Щучанского района Челябинского округа Уральской области.

## Население
| 1989 | 2002 | 2010 |
| ---- | ---- | ---- |
| 15   | ↗29  | ↘11  |

По данным переписи 1926 года на выселке проживало 78 человек (37 мужчин и 41 женщина), в том числе: русские составляли 100 % населения.